# فنغتاي
فنغتاي (بالصينية المبسطة: 丰台 区؛ بالصينية التقليدية: 豐台 區) هي محافظة في الصين تابعة إلى إقليم بكين. يبلغ عدد سكانها 2112000 نسمة و ذلك حسب إحصائيات سنة 2010. تبلغ مساحتها 306 كم².

## أعلام
- غاو يوان يوان

## وصلات خارجية
- http://english.bjfsh.gov.cn/ نسخة محفوظة 31 أغسطس 2005 على موقع واي باك مشين.